# 테르비나핀
테르비나핀 염산염은 합성 아닐라민 항진균제로, 친지질성이며 피부 및 손톱과 지방조직에 축적하는 경향이 있다.